# Panayótis Karatzás
Panayótis Karatzás (grec moderne : Παναγιώτης Καρατζάς), né le 29 juin 1965, à Athènes, en Grèce, est un ancien joueur grec de basket-ball. Il évolue durant sa carrière au poste de pivot. 

## Palmarès
- Champion d'Europe 1987
- Champion de Grèce 1993, 1994
- Coupe de Grèce 1994